# Plesiocystiscus irinae
Plesiocystiscus irinae is een slakkensoort uit de familie van de Cystiscidae. De wetenschappelijke naam van de soort is voor het eerst geldig gepubliceerd in 2010 door Bozzetti, Da Costa & T. Cossignani.